# Bundesliga austriacka w piłce nożnej (2001/2002)
Bundesliga 2001/2002 (znana jako max.Bundesliga ze względów sponsorskich) była 91 edycją najwyższej klasy rozgrywkowej piłki nożnej na Austrii.
Brało w nim udział 10 drużyn, które w okresie od 10 lipca 2001 do 9 maja 2002 rozegrały 36 kolejek meczów.
Tirol Innsbruck zdobył trzeci tytuł z rzędu, a 10. w swojej historii.

## Drużyny
| Uczestnicy poprzedniej edycji                                                                                 | Uczestnicy poprzedniej edycji | Uczestnicy poprzedniej edycji | Uczestnicy poprzedniej edycji |
| --- | ----------------------------- | ----------------------------- | ----------------------------- |
| TIN | Tirol Innsbruck               | 1                             |                               |
| RPD | Rapid Wiedeń                  | 2                             |                               |
| GAK | Grazer AK                     | 3                             |                               |
| STR | Sturm Graz                    | 4                             |                               |
| AWI | Austria Wiedeń                | 5                             |                               |
| SAL | Austria Salzburg              | 6                             |                               |
| RIE | SV Ried                       | 7                             |                               |
| SWB | Schwarz-Weiß Bregenz          | 8                             |                               |
| ADM | Admira Wacker                 | 9                             |                               |
| Awans z 1. Division                                                                                           |                               |                               |                               |
| KAR | FC Kärnten                    | 1                             |                               |
| Oznaczenia: - kolumna pierwsza – skróty nazw drużyn, - kolumna trzecia – miejsce zajęte w poprzednim sezonie. |                               |                               |                               |

## Tabela
| Lp. | Drużyna                | M  | Z  | R  | P  | B+ | B- | +/– | Pkt | Kwalifikacja lub spadek                       |
| --- | ---------------------- | -- | -- | -- | -- | -- | -- | --- | --- | --------------------------------------------- |
| 1   | Tirol Innsbruck (M, W) | 36 | 23 | 6  | 7  | 63 | 20 | +43 | 75  | Wykluczony                                    |
| 2   | Sturm Graz             | 36 | 18 | 11 | 7  | 68 | 42 | +26 | 65  | Liga Mistrzów UEFA • III runda kwalifikacyjna |
| 3   | Grazer AK (P)          | 36 | 17 | 12 | 7  | 69 | 39 | +30 | 63  | Liga Mistrzów UEFA • II runda kwalifikacyjna  |
| 4   | Austria Wiedeń         | 36 | 14 | 11 | 11 | 53 | 38 | +15 | 53  | Puchar UEFA • I runda                         |
| 5   | Kärnten                | 36 | 14 | 8  | 14 | 40 | 52 | −12 | 50  | Puchar UEFA • Runda kwalifikacyjna            |
| 6   | Austria Salzburg       | 36 | 13 | 10 | 13 | 42 | 40 | +2  | 49  |                                               |
| 7   | Schwarz-Weiß Bregenz   | 36 | 12 | 9  | 15 | 51 | 70 | −19 | 45  | Puchar Intertoto UEFA (2002)                  |
| 8   | Rapid Wiedeń           | 36 | 11 | 10 | 15 | 37 | 49 | −12 | 43  |                                               |
| 9   | SV Ried                | 36 | 9  | 9  | 18 | 37 | 54 | −17 | 36  |                                               |
| 10  | Admira Wacker Mödling  | 36 | 3  | 6  | 27 | 25 | 81 | −56 | 15  |                                               |

1. ↑  Tirol Innsbruck nie otrzymał licencji na grę w europejskich pucharach[3]
2. ↑  Tirol Innsbruck nie otrzymał licencję na kolejny sezon i został wykluczony z austriackiej Bundesligi[4]

## Wyniki
| Gospodarz \ Gość      | ADM | SAL | AWI | BRE | GAK | KÄR | RIE | RWI | STU | TIR | ADM | SAL | AWI | BRE | GAK | KÄR | RIE | RWI | STU | TIR |
| --------------------- | --- | --- | --- | --- | --- | --- | --- | --- | --- | --- | --- | --- | --- | --- | --- | --- | --- | --- | --- | --- |
| Admira Wacker Mödling |     | 1–2 | 2–4 | 1–3 | 1–3 | 0–1 | 0–2 | 0–0 | 1–2 | 0–2 |     | 2–2 | 0–5 | 0–2 | 0–2 | 0–0 | 1–3 | 0–1 | 3–4 | 2–0 |
| Austria Salzburg      | 2–0 |     | 0–0 | 3–3 | 2–1 | 1–2 | 2–0 | 0–1 | 0–2 | 0–0 | 2–0 |     | 1–0 | 2–1 | 1–0 | 0–1 | 0–1 | 6–1 | 3–5 | 1–1 |
| Austria Wiedeń        | 3–0 | 0–1 |     | 1–0 | 2–3 | 2–0 | 3–3 | 2–1 | 1–1 | 0–1 | 0–0 | 1–0 |     | 3–0 | 0–2 | 2–1 | 2–0 | 1–1 | 3–0 | 2–1 |
| Schwarz-Weiß Bregenz  | 1–0 | 2–2 | 2–2 |     | 2–2 | 2–0 | 0–3 | 2–1 | 0–5 | 1–2 | 5–1 | 1–1 | 1–4 |     | 1–4 | 0–1 | 3–1 | 3–0 | 1–1 | 2–0 |
| Grazer AK             | 3–0 | 1–1 | 4–2 | 0–0 |     | 5–0 | 3–0 | 1–0 | 1–1 | 0–2 | 5–1 | 0–0 | 1–1 | 5–0 |     | 3–0 | 4–1 | 2–2 | 1–1 | 0–0 |
| Kärnten               | 2–0 | 1–1 | 0–0 | 1–1 | 3–2 |     | 1–2 | 3–0 | 2–0 | 0–2 | 3–1 | 3–1 | 2–2 | 1–2 | 1–0 |     | 2–1 | 1–1 | 2–2 | 2–1 |
| SV Ried               | 2–3 | 1–2 | 1–0 | 2–3 | 2–2 | 1–1 |     | 2–2 | 2–2 | 0–2 | 0–0 | 0–1 | 1–0 | 0–2 | 0–1 | 1–0 |     | 2–0 | 1–1 | 0–1 |
| Rapid Wiedeń          | 0–1 | 1–0 | 1–1 | 3–1 | 0–4 | 0–1 | 2–0 |     | 3–1 | 0–2 | 3–2 | 1–0 | 1–1 | 2–2 | 1–1 | 2–0 | 2–1 |     | 3–0 | 0–1 |
| Sturm Graz            | 1–1 | 1–0 | 2–1 | 3–0 | 2–0 | 3–0 | 2–0 | 1–1 |     | 0–1 | 3–0 | 1–2 | 1–2 | 4–1 | 2–2 | 5–1 | 3–0 | 1–0 |     | 1–0 |
| Tirol Innsbruck       | 6–0 | 3–0 | 1–0 | 5–0 | 7–0 | 3–0 | 0–0 | 2–0 | 0–0 |     | 2–1 | 1–0 | 2–0 | 4–1 | 0–1 | 3–1 | 1–1 | 1–0 | 3–4 |     |

## Najlepsi strzelcy
| Bramki | Strzelcy          | Drużyna              |
| ------ | ----------------- | -------------------- |
| 27     | Ronald Brunmayr   | Grazer AK            |
| 20     | Axel Lawarée      | Schwarz-Weiß Bregenz |
| 17     | Ivica Vastić      | Sturm Graz           |
| 15     | Roman Wallner     | Rapid Wiedeń         |
| 12     | Mario Haas        | Sturm Graz           |
| 12     | Marijo Marić      | FC Kärnten           |
| 12     | Christian Mayrleb | Austria Wiedeń       |
| 11     | Radosław Gilewicz | Tirol Innsbruck      |
| 11     | Sigurd Rushfeldt  | Austria Wiedeń       |
| 11     | Erik Regtop       | Schwarz-Weiß Bregenz |

Źródło:.

## Stadiony
| Admira Wacker Mödling  |
| ---------------------- |
| Bundesstadion Südstadt |
| 12 000                 |
|                        |

| Austria Salzburg |
| ---------------- |
| Lehener Stadion  |
| 14 457           |
|                  |

| Austria Wiedeń     |
| ------------------ |
| Franz Horr Stadion |
| 17 500             |
|                    |

| Grazer AK Sturm Graz          |
| ----------------------------- |
| Arnold Schwarzenegger Stadion |
| 16 364                        |
|                               |

| Kärnten            |
| ------------------ |
| Wörthersee Stadion |
| 11 500             |
|                    |

| Rapid Wiedeń            | Rapid Wiedeń         |
| ----------------------- | -------------------- |
| Gerhard-Hanappi-Stadion | Ernst-Happel-Stadion |
| 18 442                  | 48 500               |
|                         |                      |

| SV Ried        |
| -------------- |
| Rieder Stadion |
| 8 000          |
|                |

| Schwarz-Weiß Bregenz |
| -------------------- |
| Casino Stadion       |
| 12 000               |
|                      |

| Tirol Innsbruck |
| --------------- |
| Tivoli Neu      |
| 16 008          |
|                 |

Źródło:.